# Reifenwerk Riesa
Das Reifenwerk Riesa ist eine Produktionsstätte von Gummireifen in Riesa.

## Lage
Das Reifenwerk liegt im Riesaer Stadtteil Gröba zwischen Paul-Greifzu-Straße, Hamburger Straße, den zum Hafen führenden Schienen, Hafen und dem Fluss Döllnitz.

## Geschichte

### Pneumant als Monopolist in der DDR
1946 wurde das Reifenwerk Riesa für Runderneuerung und Neureifenproduktion neu gegründet und nahm 1956 die Produktion schlauchloser Reifen auf. Die Wort-Bild-Marke «Pneumant» wurde 1959 eingeführt.
1969 wurde die gesamte DDR-Reifenindustrie unter dem Namen VEB Reifenkombinat Fürstenwalde zusammengefasst. Der neu entstandene Monopolist hatte an allen Standorten in der DDR zusammen 11.000 Mitarbeiter und stellte später Reifen für Marken wie MZ, Wartburg oder Trabant her. Neben dem Stammbetrieb, dem VEB Reifenwerk Fürstenwalde, war Riesa einer von vier Neureifenherstellern (daneben: Heidenau, Dresden und Neubrandenburg) des Unternehmens. Weiterhin waren fünf Werke zur Runderneuerung von Reifen (unter anderem VEB Berliner Reifenwerk), ein Forschungszentrum sowie der Außenhandelsbetrieb Pneumant Bereifung angeschlossen. 1984 wurden 2,27 Millionen Reifen produziert. 1983 exportierte das Kombinat Reifen im Wert von 230 Millionen VM.
1973 begann in Riesa der Bau von PKW-Radialreifen nach Lizenz von Kléber-Colombes (heute Michelin).

Ehemaliges Pneumant-Markenzeichen (1959 – 2012)

### Pneumant nach der Wende
Die Wende von 1989/90 brachte auch für Pneumant einschneidende Veränderungen mit sich: 1990 entstanden an Stelle des bisherigen Kombinats Kapitalgesellschaften, aus denen drei Jahre später die Pneumant Reifen & Gummi Werke GmbH wurde. 1995 ging sie an die Dunlop-Tochter SP Reifenwerke GmbH und wurde in Pneumant Reifen GmbH umbenannt. 1998 feierte Pneumant ein großes Jubiläum: Der 100-millionste Reifen ging in Riesa vom Band.
Aufgrund rückgängiger Umsätze gab Dunlop im Januar 2012 die Einstellung der Marke bekannt. Zuletzt waren nur noch 50.000 Pneumant-Reifen pro Jahr gefertigt worden.
Dunlop nahm 2015 die Produktion erneut auf. Die Reifen wurden über die Reutlinger Handelsgruppe Reiff in Deutschland und Österreich angeboten.

### Heute
Das Werk ist heute im Besitz der Goodyear Dunlop Tires Germany GmbH. Aktuell sind circa 650 Beschäftigte im Werk tätig und es wird an rund 350 Tagen im Jahr im Schichtbetrieb gearbeitet.